# 요타 (음식)
요타(크로아티아어: jota; 슬로베니아어: jota, 이탈리아어: jota) 또는 이스트라 요타(크로아티아어: Istarska jota 이스타르스카 요타)는 이스트라반도, 그 중에서도 크로아티아에서 흔히 볼 수 있는 스튜의 일종이다. 이탈리아의 프리울리, 트리스테 지역과 슬로베니아에서도 볼 수 있다. 주재료는 콩과 감자, 베이컨, 돼지갈비 등이 쓰이며 마늘을 쓴다.